# Callionymus regani
Callionymus regani är en fiskart som beskrevs av Nakabo, 1979. Callionymus regani ingår i släktet Callionymus och familjen sjökocksfiskar. Inga underarter finns listade.